# Katastrofa lotu Gulf Air 072
Katastrofa lotu Gulf Air 072 wydarzyła się 23 sierpnia 2000 roku w Zatoce Perskiej u wybrzeży Bahrajnu. W wyniku katastrofy samolotu Airbus A320-212 (nr rej. A40-EK) linii Gulf Air, lecącego z Kairu do Al-Muharrak zginęły 143 osoby (135 pasażerów i 8 członków załogi) – wszyscy na pokładzie.
Do katastrofy doszło w trakcie podchodzenia do lądowania na lotnisku Bahrain International Airport. Jak ustalono, maszyna podchodziła do lądowania ze zbyt dużą prędkością, jednocześnie znajdując się na zbyt małej wysokości. Tuż przed katastrofą maszyna podchodziła z 15-stopniowym nachyleniem dziobu w dół. Kilka chwil później samolot rozbił się. Nikt z pasażerów i członków załogi nie przeżył katastrofy.
Jak ustalili śledczy, przyczyną katastrofy był błąd pilota Airbusa – podchodził on do lądowania ze zbyt dużą prędkością, mimo wcześniejszych uwag kontroli lotów. Przyczyną takiego zachowania pilota według śledczych była dezorientacja przestrzenna.
Po katastrofie, Hamad ibn Isa Al Chalifa, ówczesny emir Bahrajnu, ogłosił trzydniową żałobę narodową.

## Narodowości ofiar katastrofy
Na pokładzie znajdowało się 135 pasażerów i 8 członków załogi z 17 państw. Na pokładzie znajdowała  się osoba z Polski. Tabela zawiera narodowości ofiar:
| Kraj                         | Liczba ofiar |
| ---------------------------- | ------------ |
| Egipt                        | 64           |
| Bahrajn                      | 36           |
| Arabia Saudyjska             | 12           |
| Palestyna                    | 9            |
| Zjednoczone Emiraty Arabskie | 6            |
| Chiny                        | 3            |
| Oman                         | 2            |
| Wielka Brytania              | 2            |
| Australia                    | 1            |
| Filipiny                     | 1            |
| Indie                        | 1            |
| Kanada                       | 1            |
| Kuwejt                       | 1            |
| Maroko                       | 1            |
| Polska                       | 1            |
| Stany Zjednoczone            | 1            |
| Sudan                        | 1            |
| Razem:                       | 143          |